# Liste des évêques d'Amiens
Pour un article plus général, voir Diocèse d'Amiens.

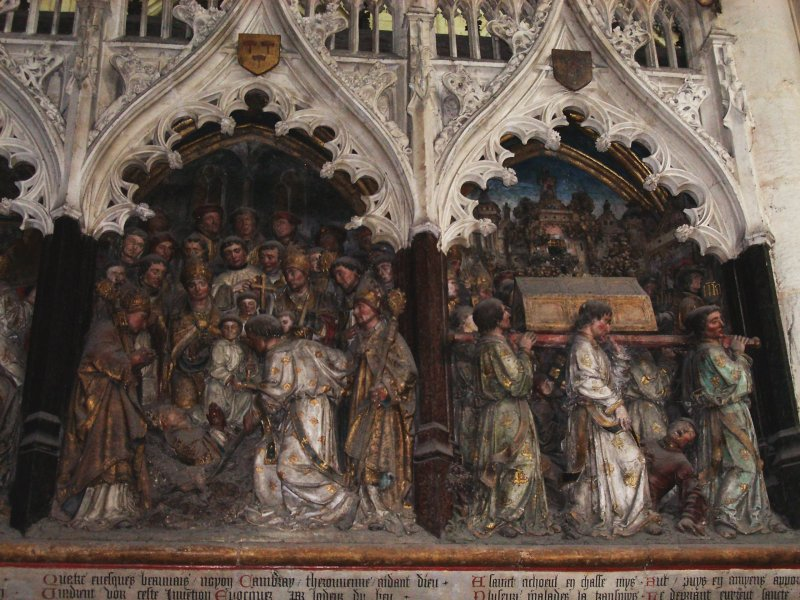
Cathédrale Notre-Dame d'Amiens, pourtour du chœur, découverte de la dépouille de Firmin le Martyr par l'évêque Sauve d'Amiens et son transport dans la cathédrale d'Amiens (XVIe siècle).

La liste des évêques d'Amiens (Dioecesis Ambianensis) établit la succession des évêques sur le siège épiscopal d'Amiens depuis le IIIe siècle mais, c'est au IVe siècle que l'existence d'un évêque d'Amiens est historiquement attestée. Selon le moine bénédictin, Jacques Dubois, historien de l’Église, la liste épiscopale transmise par Robert de Torigni comporte des erreurs et des oublis. Les cinq évêques classés en tête le sont parce qu'ils ont été reconnus comme saints par l’Église mais leurs légendes ont été composés seulement au IXe siècle et leurs noms n'apparaissent qu'à la fin du VIIIe siècle. De plus, des incohérences chronologiques ont été relevées ainsi que des oublis.
La liste ci-dessous est divisée en huit périodes qui ont marqué l'histoire de l’Église catholique en France :
- L'Antiquité, de la naissance du diocèse d'Amiens à la chute de l'Empire romain au Ve siècle ;
- La période mérovingienne de la fin du Ve siècle au milieu du VIIIe siècle, cette période fut marquée par la conversion au christianisme de Clovis et par la création d'abbayes comme celles de Saint-Valery-sur-Somme, Corbie et Saint-Riquier;
- La période carolingienne de l'accession au trône de Pépin le Bref en 751 à l'avènement d'Hugues Capet en 987, marquée par la création des chapitres cathédraux;
- Le début de la monarchie capétienne du XIe au XIIe siècle, c'est l'époque de la Réforme grégorienne;
- La période allant du XIIIe au XVe siècle, pendant laquelle l’Église catholique fut à son apogée;
- La période moderne, de la Renaissance à la Révolution française, marquée par le Concordat de Bologne de 1516 par lequel le pape octroya au roi de France le pouvoir de nommer les évêques, la Contre-Réforme issue du Concile de Trente (1545-1563) et par la Constitution civile du clergé de 1791 qui supprima le clergé régulier et qui faisait des membres du clergé séculier des fonctionnaires de l’État. Ce fut l'aboutissement du Gallicanisme;
- La période régie par le Concordat de 1801; et enfin
- la période actuelle régie par la Loi de séparation des Églises et de l'État de 1905.

## Antiquité, premiers évêques duIIIeauVesiècle
| Dates                                        | Noms | Illustrations |
| -------------------------------------------- | --- | ------------- |
| entre 250 et 305                             | - Firmin d'Amiens ou Firmin le Martyr, (Firminus), premier évêque d'Amiens, selon la tradition catholique. Ses restes sont conservés dans la Châsse de saint Firmin. |               |
| vers 325 ou 344- 346 ou 350 ou 367 voire 380 | - Euloge d'Amiens, premier évêque d'Amiens dont l'existence est historiquement attestée                                                                              |               |
| IVe siècle - 407                             | - Firmin le Confesseur qui selon la tradition catholique aurait été quarante années évêque d'Amiens                                                                  |               |
| 409 - 450 ?                                  | - Léonard (Leodardus ou Letardus) |               |
| vers 450 ? - † 504 ?                         | - Audouen (Audoenus) |               |

## Période mérovingienne duVeauVIIIesiècle
| Dates                                           | Noms | Illustrations |
| ----------------------------------------------- | --- | ------------- |
| vers 484 ou 511 - † 524                         | - Edibius ou Odibic, présent au Concile d'Orléans de 511 convoqué par Clovis                                              |               |
| vers 524 ou 549 - † 565                         | - Béat (Beatus) |               |
| vers 554 ou vers 566 ou vers 588 - † 16 mai 600 | - Honoré d'Amiens (Honoratus)                                                                                             |               |
| début VIIe siècle                               | - Déodat (Deodatus) |               |
| vers 614 ou 615 ou 617- † 627                   | - Berthundus (ou Bertachundus ou Berchundus ou Berchond) qui assista au Concile de Paris en 614 convoqué par Clotaire II. |               |
| vers 645- † 670                                 | - Bertofride (Bertefridus)                                                                                                |               |
| 670 - 681                                       | - Théofroy ou Théodefride (Thodefridus ou Theodefredus).                                                                  |               |
| VIIe siècle                                     | - Dado ou Dadon |               |
| vers 600 - 615 (voire 625), ou vers 686 - 692 ? | - Sauve d'Amiens (Salvius)                                                                                                |               |
| 692? - 697?                                     | - Versinien (Ursinianus)                                                                                                  |               |
| évêque en 721                                   | - Dominique (Dominicus)                                                                                                   |               |
| vers 723 - † 740                                | - Christian (Christianus)                                                                                                 |               |
| vers 740 ou 748 - † 767                         | - Rimbert (Raimbertus) |               |

## Période carolingienne duVIIIeauXesiècle
| Dates                                 | Noms | Illustrations |
| ------------------------------------- | --- | ------------- |
| avant 757 ? - avant 769 ?             | - Léger de Corbie (Leutcharius ou Leodegarius)participa au Concile d'Attigny de 665 convoqué par Pépin le Bref |               |
| vers 767 - † 777                      | - Vitulphe (Vitulfus ou Aitulfus)                                                                              |               |
| vers 777 ou vers 798                  | - Georges (Georgius ou Otgerius)                                                                               |               |
| 799 ou 800 - † 836                    | - Jessé d'Amiens (ou Jesse)                                                                                    |               |
| 831 ou 839 - † 848                    | - Réginaire (Ragenarius ou Reynardus)                                                                          |               |
| juin 849 - † 871                      | - Hilméralde (Hilmeradus)                                                                                      |               |
| vers 872 ou 875 - † 25 septembre 891. | - Gérolde (Geroldus)                                                                                           |               |
| 892 ou 893 - † 928                    | - Otgaire (Otgarius ou Otgerius)                                                                               |               |
| 929 - † 947                           | - Dérolde (Deroldus)                                                                                           |               |
| 947- excommunié 948 - expulsé 949     | - Thibault (Theobaldus)                                                                                        |               |
| 949 - 972                             | - Ragembalde ou Raimbold (Ragembaldus)                                                                         |               |
| 972 - excommunié 24 septembre 974     | - retour de Thibault (Theobaldus)                                                                              |               |
| vers 975 - † 980                      | - Alvian (Almannus ou Alvianus, ou Almarus)                                                                    |               |
| vers 980 ou 985 - 5 janvier 991       | - Gotesman (Gotesmannus)                                                                                       |               |

## Début de la période capétienne duXIeauXIIesiècle
| Dates                                | Noms | Illustrations |
| ------------------------------------ | --- | ------------- |
| vers 991 ou 993 - 1030               | - Foulques de Vexin, Foulque Ier (Fulco)                                                                           |               |
| vers 1030 ou 1036 - † 1058           | - Foulques d'Amiens, Foulques II (Fulco)                                                                           |               |
| 1058 - † 1075 ou 1076                | - Gui de Ponthieu, Guy d'Amiens (Guido)                                                                            |               |
| 1076                                 | - Foulque III (Fulco), élu et non consacré.                                                                        |               |
| 1078 - 1079                          | - Raoul (Radulfus)                                                                                                 |               |
| 1080 ou 1081 - 1091                  | - Roricon (ou Roric)                                                                                               |               |
| 1091 - † janvier 1103                | - Gervin (Gervinus), participa au concile de Clermont en 1095 où le pape le priva de toute dignité ecclésiastique. |               |
| avril 1104 - † 8 novembre(?) 1115    | - Geoffroy d'Amiens, Geoffroy Ier (Godefridus)                                                                     |               |
| 1115 ou mai 1116 - † 9 novembre 1127 | - Enguerrand de Boves (Ingelrannus d'Amiens)                                                                       |               |
| 16 novembre 1127 - 1144              | - Garin de Châtillon ou Guérin (Guarinus) ou                                                                       |               |
| 1144-1164                            | - Thierry d'Amiens (Theodericus)                                                                                   |               |
| 1164 ou 1165 - † 1169                | - Robert de Camera, (Robertus) Ier                                                                                 |               |
| 1169 - † 30 avril 1204               | - Thibault d'Heilly, Thibaud III (Thebaldus d'Heilly) participa au Concile de Latran III                           |               |

## DuXIIIeauXVesiècle
| Dates                                     | Noms                                                                                            | Illustrations |
| ----------------------------------------- | ----------------------------------------------------------------------------------------------- | ------------- |
| 1204 ou 1205 - † 14 mai 1210              | - Richard de Gerberoy (ou Richard de Cherberoy)                                                 |               |
| 1211 ou 1212 - † novembre 1222            | - Évrard de Fouilloy (Evrardus) participa au concile de Latran IV                               |               |
| 1222 ou février 1223 - † 25 novembre 1236 | - Geoffroy d'Eu, Geoffroy II (Gaufridus)                                                        |               |
| 1236 - † avant juin 1247                  | - Arnoul de la Pierre (Arnulfus)                                                                |               |
| 1247 - 1257                               | - Gérard de Conchy (Gerardus)                                                                   |               |
| 1258 - † 1259                             | - Aléaume de Neuilly (Alelmus)                                                                  |               |
| 1259 - † 1278                             | - Bernard d'Abbeville, Bernard Ier                                                              |               |
| 1278 - 4 mai ou † 18 mai 1308             | - Guillaume de Mâcon (Guilielmus)                                                               |               |
| 1308 - † 20 mars 1321                     | - Robert de Fouilloy, Robert II                                                                 |               |
| 1321 - † 3 décembre 1325                  | - Simon de Gonçans                                                                              |               |
| 1325 - † 26 janvier 1373                  | - Jean de Cherchemont, Jean Ier (Joannes)                                                       |               |
| 1373 - 1375                               | - cardinal Jean de La Grange, Jean II (Joannes).                                                |               |
| 1375 ou 1376 - † 17 décembre 1388         | - cardinal Jean Rolland, Jean III (Joannes Roland)                                              |               |
| 27 février 1389 - † 4 septembre 1410      | - Jean de Boissy, Jean IV (Joannes)                                                             |               |
| 20 mars 1411 - 29 mars 1413               | - Bernard de Chevenon, Bernard II                                                               |               |
| 16 décembre 1413 - 1418                   | - Philibert de Saulx                                                                            |               |
| 1418 ou 1419 - 4 mars ou 13 juin 1433     | - Jean d'Harcourt, Jean V (Joannes)                                                             |               |
| 13 juillet 1433 - 1436                    | - cardinal Jean Le Jeune, Jean VI (Joannes)                                                     |               |
| 1436 - 1437                               | - cardinal Francesco Condulmer François Ier (ou Condolmer), administrateur du diocèse d'Amiens. |               |
| 27 mars 1437 - † 26 novembre 1456         | - Jean Avantage, Jean VII (Joannes)                                                             |               |
| 14 janvier 1457 - † 28 février 1473       | - Ferry de Beauvoir (Ferricus)                                                                  |               |
| 1473 - † 4 mai 1476                       | - Jean de Gaucourt, Jean VIII (Joannes)                                                         |               |
| 1476 - 1478                               | - Louis de Gaucourt (Ludovicus)                                                                 |               |
| 16 août 1482 - † 10 février 1500          | - Pierre Versé, Pierre Ier (Petrus)                                                             |               |
| 14 juin 1501 - 9 août 1503                | - Philippe de Clèves, administrateur du diocèse d'Amiens                                        |               |

## Du Concordat de Bologne à la Constitution civile du clergé, duXVIeauXVIIIesiècle
| Dates                                 | Noms | Illustrations |
| ------------------------------------- | --- | ------------- |
| 29 septembre 1503 - † 18 juin 1538    | - François de Halvyn, François II (ou de Hallwin ou de Halluin) participa au concile de Latran V                 |               |
| 9 décembre 1538 - † 23 août 1540      | - cardinal Charles Hémard de Denonville (Carolus) administrateur du diocèse d'Amiens                             |               |
| 13 octobre 1540 - 1546                | - cardinal Claude de Longwy de Givry                                                                             |               |
| 12 février 1546 - 1552                | - François de Pisseleu, François III                                                                             |               |
| 24 août 1552 - 18 mai 1564            | - cardinal Nicolas de Pellevé                                                                                    |               |
| 1564 - †20 juin 1574                  | - cardinal Antoine de Créquy (Antonius)                                                                          |               |
| 20 juin 1574 - 25 mars 1577           | - Vacance du siège épiscopal d'Amiens                                                                            |               |
| 25 mars 1577 - † 17 décembre 1617     | - Geoffroy de La Marthonie, Geoffroy III (Goffridus)                                                             |               |
| 1er juillet 1618 - † 27 novembre 1652 | - François Lefèvre de Caumartin, François IV                                                                     |               |
| 7 mars 1653 - † 11 mai 1687           | - François Faure, François V (Franciscus)                                                                        |               |
| 18 mai 1687- † 14 juin 1706           | - Henri Feydeau de Brou (Henricus)                                                                               |               |
| 15 août 1706 - † 20 janvier 1733      | - Pierre Sabatier, Pierre II (Petrus).                                                                           |               |
| septembre 1733 - † 10 juillet 1774    | - Louis-François-Gabriel d'Orléans de la Motte.                                                                  |               |
| 10 juillet 1774 - 1791 :              | - Louis-Charles de Machault d'Arnouville (Ludovicus Carlus), titulaire théorique jusqu'en 1802 († juillet 1821). |               |
| 1791 - 1801                           | - Éléonore-Marie Desbois de Rochefort, évêque du département de la Somme (évêque constitutionnel).               |               |

## Du Concordat de 1801 à la Séparation des Églises et de l’État de 1905
| Dates                              | Noms                                                                                         | Illustrations |
| ---------------------------------- | -------------------------------------------------------------------------------------------- | ------------- |
| 9 avril 1802 - 17 décembre 1804    | - Jean-Chrysostôme de Villaret, évêque d'Amiens, Beauvais et Noyon.                          |               |
| 17 décembre 1804 - † 14 août 1817  | - Jean-François de Demandolx, participa au Concile de Paris, réuni en 1811, par Napoléon Ier |               |
| août 1817 - † 5 mars 1822          | - Marc-Marie de Bombelles                                                                    |               |
| 27 mars 1822 - 9 novembre 1837     | - Jean-Pierre de Gallien de Chabons                                                          |               |
| 22 novembre 1837 - 7 février 1849  | - Jean-Marie Mioland                                                                         |               |
| 7 février 1849 - 12 février 1856   | - Antoine de Salinis                                                                         |               |
| 7 avril 1856 - † 1er avril 1873    | - Jacques-Antoine Boudinet, participa au Concile de Vatican I                                |               |
| 19 juin 1873 - † 9 juin 1879       | - Louis-Désiré Bataille                                                                      |               |
| 2 septembre 1879 - 5 juin 1883     | - Aimé-Victor-François Guilbert                                                              |               |
| 3 juillet 1883 - † 10 juillet 1883 | - Pierre-Henri Lamazou, décédé avant d'avoir été installé.                                   |               |
| 10 novembre 1883 - † 1er mars 1892 | - Jean-Baptiste-Marie-Simon Jacquenet                                                        |               |
| 26 novembre 1892 - 30 mai 1896     | - René François Renou                                                                        |               |

## Depuis la séparation des Églises et de l’État de 1905
| Dates                              | Noms                                                                                | Illustrations |
| ---------------------------------- | ----------------------------------------------------------------------------------- | ------------- |
| 30 mai 1896 - † 27 mars 1915       | - Jean-Marie-Léon Dizien                                                            |               |
| 1er juin 1915 - 16 décembre 1920   | - André du Bois de La Villerabel                                                    |               |
| 10 mars 1921 - † 17 août 1934      | - Charles-Albert-Joseph Lecomte                                                     |               |
| 29 mai 1935 - † 26 décembre 1945   | - Lucien-Louis-Claude Martin                                                        |               |
| 17 février 1947 - † 3 juin 1950    | - Albert-Paul Droulers                                                              |               |
| 19 janvier 1951 - 27 octobre 1962  | - René-Louis-Marie Stourm                                                           |               |
| 14 février 1963 - 15 janvier 1985  | - Géry Leuliet participa au Concile de Vatican II                                   |               |
| 28 décembre 1985 - 6 mars 1987     | - François Bussini, François VI (François-Jacques Bussini)                          |               |
| 31 octobre 1987 - †10 mars 2003    | - Jacques Noyer                                                                     |               |
| 10 mars 2003 - 10 octobre 2013     | - Jean-Luc Bouilleret                                                               |               |
| 10 octobre 2013 - 20 février 2014  | - Vacance du siège épiscopal d'Amiens : administrateur diocésain Jean-Paul Gusching |               |
| 20 février 2014 - 4 septembre 2020 | - Olivier Leborgne                                                                  |               |
| 20 mars 2021 -                     | - Gérard Le Stang                                                                   |               |

## Évêques d’Amiens inhumés dans la cathédrale
Depuis près de huit siècles, ce ne sont pas moins de 35 évêques d’Amiens qui ont été inhumés dans la cathédrale Notre-Dame d'Amiens soit dans un tombeau, soit dans le caveau des évêques.
| Années d'inhumation | Noms                                           |
| ------------------- | ---------------------------------------------- |
| 1222                | - Évrard de Fouilloy (ou Evrardus)             |
| 1236                | - Geoffroy d'Eu, Geoffroy II (ou Gaufridus)    |
| 1247                | - Arnoul de la Pierre                          |
| 1257 ?              | - Gérard de Conchy                             |
| 1278                | - Bernard d'Abbeville                          |
| 1308                | - Guillaume de Mâcon                           |
| 1321                | - Robert de Fouilloy                           |
| 1325 ?              | - Simon de Gonçans                             |
| 1373                | - Jean de Cherchemont                          |
| 1388                | - Jean Rolland                                 |
| 1402 ?              | - Jean de La Grange                            |
| 1410                | - Jean de Boissy                               |
| après 1418          | - Philibert de Saulx                           |
| 1456 ?              | - Jean Avantage                                |
| 1489                | - Ferry de Beauvoir                            |
| 1540 ?              | - Charles Hémard de Denonville                 |
| 1617                | - Geoffroy de La Marthonie                     |
| 1652                | - François Lefèvre de Caumartin                |
| 1687 ?              | - François Faure                               |
| 1706                | - Henri Feydeau de Brou                        |
| 1733 ?              | - Pierre Sabatier                              |
| 1774                | - Louis-François-Gabriel d'Orléans de La Motte |
| 1829                | - Marc-Marie de Bombelles                      |
| 1839                | - Jean-Pierre de Gallien de Chabons            |
| 1873                | - Jacques-Antoine-Claude-Marie Boudinet        |
| 1879                | - Louis-Désiré Bataille                        |
| 1892 ?              | - Jean-Baptiste Jacquenet                      |
| 1915                | - Jean-Marie-Léon Dizien                       |
| 1925                | - (?) Glorieux, vicaire général                |
| 1937                | - Jean-François de Demandolx                   |
| 1945                | - Lucien-Louis-Claude Martin                   |
| 1950                | - Albert-Paul Droulers                         |
| 2015                | - Géry Leuliet                                 |
| 2018                | - François Bussini                             |
| 2020                | - Jacques Noyer                                |